# Musée d'Artisanat folklorique japonais
Le musée d'artisanat folklorique japonais (日本民藝館, Nihon Mingeikan) situé à Meguro, Tokyo, Japon, est consacré à l'artisanat des gens ordinaires (mingei).
Le musée est fondé en 1936 par Yanagi Sōetsu, fondateur du mouvement mingei; son fils Yanagi Sori lui succède en tant que directeur,. Yanagi décide de sa création en 1926, avec Hamada Shoji et Kawai Kanjiro parallèlement à la fondation du mouvement Mingei.